# Paraleptomys
Genre
Répartition géographique
Paraleptomys est un genre de rongeurs de la sous-famille des Murinés qui vit en Nouvelle-Guinée.

## Liste des espèces
Ce genre comprend les espèces suivantes :
- Paraleptomys rufilatus Osgood, 1945
- Paraleptomys wilhelmina Tate et Archbold, 1941